# Carrizosa
Carrizosa è un comune spagnolo di 1 331 abitanti situato nella comunità autonoma di Castiglia-La Mancia.